# Isn't It Time (The Beach Boys)
Isn't It Time is een nummer van de Amerikaanse rockgroep The Beach Boys. Het nummer is de tweede single van het negenentwintigste studioalbum van de band, That's Why God Made the Radio.
Een speciale single-versie werd uitgebracht als ep met live versies van "California Girls", "Do It Again", "Sail On, Sailor" uit Chicago op 28 september 2012 op iTunes, en werd ook opgenomen op The Beach Boys 2012 compilatiealbum Fifty Big Ones. Het is aanzienlijk geremixt en gedeeltelijk opnieuw opgenomen. Volgens Mike Love : "We hebben eigenlijk een beetje extra werk aan de brug gedaan om het meer een vierstemmig (harmonie) ding van te maken en hebben ook de tekst een beetje veranderd."

## Personeel
The Beach Boys
- Brian Wilson - zang
- Mike Love - zang
- Al Jardine - zang
- Bruce Johnston - zang
- David Marks - gitaar

Extra muzikanten
- Jeff Foskett - zang, gitaar
- Jim Peterik - ukelele, percussie
- Larry Millas - bas